# Алберо III фон Лайзниг
Алберо III/Албрехт II фон Лайзниг (на немски: Albero III/Albrecht Burggraf von Leisnig; † 1308 или 1309) е бургграф на замък Лайзниг в Саксония.
Той е син на бургграф Алберо II/Албрехт фон Лайзниг († сл. 1258) и внук на бургграф Герхард фон Лайзниг-Гройч († 1213). Правнук е на бургграф Хайнрих фон Лайзниг-Гройч († 1203). Потомък е на Хайнрих фон Лайзниг († сл. 1157).
Брат е на Албрехт III фон Лайзниг († 1312), епископ на Майсен (1296 – 1312). Полубрат е на Албрехт фон Зееберг, бургграф на Кааден и Билин, маршал на Бохемия († 1321), от първия брак на баща му с Юта фон Алтенбург († сл. 1268).
Родът на бургграфовете на Лайзниг измира през 1538 г. с Хуго фон Лайзниг.

## Фамилия
Алберо III фон Лайзниг се жени за бургграфиня Агнес фон Майсен († сл. 1317), сестра на бургграф Майнхер IV фон Майсен († 1303/1308), дъщеря на бургграф Майнхер III фон Майсен († 1297) и София фон Лобдебург-Арншаугк († пр. 1323), дъщеря на Хартман фон Лобдебург-Елстерберг († сл. 1237) и Кристина фон Майсен († сл. 1251). Те имат децата:
- Албрехт IV фон Лайзниг († 1349)
- Майнхер I фон Лайзниг († сл. 1339/1359)
- Албрехт фон Лайзниг († 1340), катедрален пробст в Майсен (1327 – 1339), домхер в Магдебург (1338)
- Хайнрих фон Лайзниг († сл. 1346)
- Николаус фон Граупен и Илбург († 1319)
- Ото I фон Лайзниг († 26 април/19 август 1363), бургграф на замък Лайзниг (1328), господар на 1/2 Гнандщайн (част от Фробург), господар на Роксбург (1321 – 1363) и Пениг (1333 – 1359), женен пр. 7 май 1323 г. за бургграфиня Елизабет фон Алтенбург († 19 август 1363/11 март 1364)
- София фон Лайзниг († сл. 27 декември 1323), омъжена ok. 1300/пр. 21 март 1320 г. за Албрехт IV фон Хакеборн 'Млади', господар на Хелфта († между 19 юни и 19 ноември 1332)